# Mixorthezia minima
Mixorthezia minima är en insektsart som beskrevs av Konczné Benedicty och Kozár in Kozár 2004. Mixorthezia minima ingår i släktet Mixorthezia och familjen vaxsköldlöss. Inga underarter finns listade i Catalogue of Life.